# DingTalk
DingTalk（ディントーク、中国語: 钉钉、拼音: Dīngdīng、ディンディン）は中国のアリババグループに開発された企業用インスタントメッセンジャー。2014年開発始動。2018年、中国1億人の利用者で世界中で大きい影響があった交流・管理用スマートフォンアプリになった。2018年国際マーケティングプランを発布。複数の言語やオペレーティングシステムが利用できる。

## 機能
- テキストメッセージ、音声メッセージ、画像、ファイル、メールなど、すべてのメッセージタイプ。コミュニケーションの効率化のために、既読/未読モードは、「DING」のメッセージを送ることができ、電話とメールとアプリケーション自体で受信者に注意を促すことができる。[3]
- すべての組織連絡先を1つのオンラインプラットフォームに統合。[3]
- 最大30か国の音声電話会議をサポート。[3]
- 従業員のタイムカード、休暇、出張申請、精算、週間レポートなどの内部ワークフローを管理するために使用される。 レコードはまとめてエクスポートできる。[1]
- 将来、より多くのサードパーティ制アプリケーションと機能が統合される予定です。[4]

## 沿革
2015年1月16日、ベータバージョン1.1.0をリリース。
2015年5月26日、バージョン2.0をリリース。
2016年9月19日、バージョン3.0 をリリース。B2Bコミュニケーションとコラボレーションがあった。
2017年11月、指紋と顔を認証できるハードウェアをリリース。2018年1月15日、マレーシアで英語版をリリース。
2019年末からの新型コロナウイルス感染症の流行期間、ディスタント教学を受けた学生達からの悪意レーティングを受けた。
2020年、グローバル版「DingTalk Lite」は日本、マレーシア、シンガポール、香港、マカオのユーザ向けに開発された。インターフェイスは日本語、英語、中国語（繁体字）で利用できる。